# Аксумито-персидские войны
Аксумско-персидские войны — серия военных конфликтов между Аксумским царством и Сасанидской империей во 2-й половине VI века за контроль над Химьяритским царством в Южной Аравии.

## Предыстория
Аксум владел Химьяром в 340—375 годах, затем в 525 году вновь завоевал Химьяр при поддержке византийского императора Юстиниана I. 
Около 520 года еврейский царь Химьяра Зу Нувас начал преследование христианской общины в Наджране. В ответ царь Аксума Калеб направил военную экспедицию в Йемен. Зу Нувас был свергнут и убит, а Калеб назначил своим наместником христианина-химьярита Эсимифаоса («Сумуафа Ашава»). Однако около 525 года года этот наместник был свергнут аксумским военачальником Абрахой. После смерти Абрахи, его сын Масрук ибн Абраха продолжил аксумское вице-правление в Йемене, возобновив выплату дани Аксуму. Однако его сводный брат Ма’д-Кариб восстал и стал искать иностранную помощь, чтобы прекратить правления аксумитов в Южной Аравии. Византийская и Сасанидская империи долгое время соперничали за то, кто сможет установить свой контроль над регионом. Не получив поддержки от византийского императора Юстиниана I, Ма’д-Кариб обратился за помощью к иранскому шахиншаху Хосрову I. 

## Первое сасанидское вторжение
В 570 году Хосров отправил своего военачальника Вахреза и его сына Навзада в Йемен во главе экспедиции, по одной из версий — благородных людей, сидевших в тюрьме, которым была предоставлена возможность обелить себя участием в далёкой экспедиции, численностью 800 кавалеристов-дейлемитов (ат-Табари), по другой — 3600 или 7500 (Ибн Кутайба). Современная оценка — 16 000. Сасанидские военные на борту восьми кораблей отплыли из порта Оболла, захватили острова Бахрейна и направилась в Сохар, столицу Омана (ат-Табари, очевидно, не знал о завоевании Омана). В пути два корабля потерпели крушение. Затем они захватили Дофара и Хадрамаут и высадились на побережье Адена.

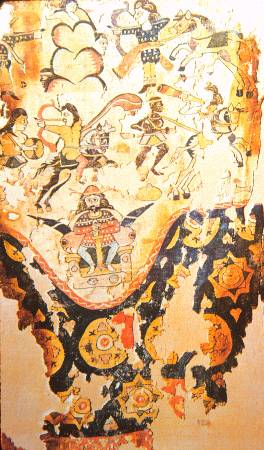
Война шаха Хосрова I против Масрука Абрахи в Йемене. Фреска

Во время вторжения Навзад был убит, что вызвало ярость Вахриза над Масруком, эфиопском правителе Йемена. Затем Вахриз встретил Масрука в битве и убил последнего стрелой в битве при Хадрамауте, что заставило эфиопов бежать. Затем он подошёл к Сане, где он, как известно, сказал: «Моё знамя никогда не войдет в [опустившийся город]! Разбейте ворота!» После битвы в Хадрамауте и осады Саны аксумиты были изгнаны с Аравийского полуострова совместными силами Сасанидов и химьяритов.
Вахрез вернул бывшему химьяритскому царю Сайфу ибн Ди-Язану его трон, и тот стал вассалом Сасанидской империи. Ат-Табари сообщает, что главной причиной победы Вахреза над аксумитами было использование панджигана (вероятно, баллисты, оснащённой тяжёлыми дротиками), военной технологии, с которой местные жители были совершенно незнакомы. После завоевания Йемена Вахрез вернулся в Иран с большим количеством добычи.. 

## Второе сасанидское вторжение
Однако в 575 или 578 году химьяритский царь был убит эфиопами, что вынудило Вахреза вернуться в Йемен с войском в 4000 человек и снова изгнать эфиопов. Затем он сделал Мади Кариба, сына Сайфа, новым царём Йемена. Вахриз был назначен губернатором Йемена Хосровом I, который оставался в руках Сасанидов до прихода ислама. Вахриз сменил его сына Марзбана на посту губернатора Йемена.

## Последствия
Вахрез сделал Мади Кариба, сына Сайфа, новым царём Йемена. Вахрез был назначен губернатором Йемена Хосровом I, который оставался в руках Сасанидов до прихода ислама. Вахриз сменил его сына Марзбана на посту губернатора Йемена.
Христианство окончательно потеряло свои позиции в Аравии, а влияние Византии в регионе существенно ослабло.
Аксумско-персидские войны были одной из причин Сасанидско-Византийской войны 572—591 годов и её продолжения — Сасанидско-Византийской войны 602—628 годов. Эти две войны, разрушительные как для Византии, так и для Сасанидов, предопределили успешные арабские завоевания в VII веке.